# بوريسلاف
بوريسلاف (Борислав) هي مدينة في مقاطعة لفيفسكا في أوكرانيا. هي تقع على نهر تيسمينيتسيا وهو أحد روافد نهر دنيستر.

## أعلام
- خوسيه مورر